# Model d'Atkinson-Shiffrin
El model d'Atkinson-Shiffrin és una hipòtesi sobre com funciona l'emmagatzematge de records en el cervell. Va ser proposada el 1968 per Richard Atkinson i Richard Shiffrin. Aquest model proposa que la memòria humana es compon de tres apartats:
- un registre sensorial, on la informació de tipus sensorial passa a formar part de la memòria,
- un registre de dades a llarg termini,
- un registre de dades a curt termini, també anomenat memòria de treball, el qual rep dades de tipus sensorial i també dades de la memòria a llarg termini .

Des de la seva primera publicació, aquesta hipòtesi ha estat criticada per diversos motius, això no impedeix que sigui un model molt valuós, ja que ha servit d'estímul per tirar endavant la investigació sobre el funcionament de la memòria.

## Història
Aquest model és in intent per explicar com el cervell humà emmagatzema dades i les recupera del que anomenem memòria. Anteriorment a la formulació de la hipòtesi d'Atkinson i Shiffrin el 1968, ja existia la idea d'haver diferents tipus de memòria cerebral. William James havia descrit el 1890 una memòria primària i una memòria secundària, segons aquest model la primària consistia en pensaments que es mantenien de forma conscient durant un breu temps mentre que la secundària consistia en un emmagatzematge de dades permanent, realitzat de forma inconscient. En aquell moment, però, la senzillesa de la proposta va esdevenir una noció poc acceptada. Atkinson i Shiffrin van incloure proves per fonamentar la hipòtesi, van afegir una altra categoria dins la memòria, la sensitiva, i van descriure diversos processos del control que regulen la transferència de dades de la memòria.
A continuació de la primera publicació del model, es van afegir extensions desenvolupant-la, per exemple descrivint una memòria precategòrica de tipus acústic, es va investigar sobre l'existència d'una possible memòria associativa, el model que explica els elements pertorbadors de la memòria, i el nivell de permanència dels coneixements adquirits (permastore). A partir d'aquest han sorgit marcs alternatius, com el procediment de reincorporació, el model distintiu o el model de Baddeley i Hitch sobre la memòria de treball, entre d'altres.

## La memòria sensorial
Quan un estímul de l'entorn és detectat pels sentits la informació està breument disponible en el que Atkinson i Shiffrin anomenen els registres sensorials. Encara que de vegades se l'anomena en singular (registre sensorial o memòria sensorial) està formada per múltiples registres, un per cada sentit. Els registres sensorials no processen la informació procedent dels estímuls, només la detecten i la mantenen per poder-la fer servir en un temps curt. Per aquesta raó Atkinson i Shiffrin també van anomenar als registres "reguladors" (buffers), ja que eviten sobrecarrear els processos cognitius superiors amb immenses quantitats d'informació, és a dir, regulen què val la pena conservar en la memòria definitiva i què no. La informació només es transfereix a l'emmagatzematge a curt termini quan atreu l'atenció, si no és així i l'interès decau la informació passa a l'oblit.
Encara que hi ha un consens general que existeix un registre de memòria per a cada sentit, la major part de la investigació sobre la memòria sensorial s'ha centrat en el sistema visual i l'auditiu.
La memòria icònica, que està relacionada amb el sistema visual, és potser la més estudiada de tots els registres de memòria. La idea original que proposava l'existència separada de registre sensorials a banda de la memòria de curt termini i de la de llarg termini, ha estat demostrada de forma experimental amb l'ús d'un taquistoscopi.

### La memòria icònica
La memòria icònica està només limitada pel camp visual, això implica que, tan aviat com un estímul entra en el camp de visió no hi ha límit pel que fa a la quantitat d'informació que la memòria icònica pot mantenir en un moment determinat. Els registres sensorials no permeten que tota la informació sigui processada (és reguladora) i resulta irònic que aquesta memòria mantingui enregistrada informació d'estímuls visuals com la forma, la mida, el color i la localització, però no el seu significat semàntic. Com que el processament en un nivell superior està limitat per la seva capacitat, no tota la informació de la memòria sensorial pot ser transferida cap a la memòria a curt termini. S'ha argumentat que el bloqueig mental momentani de la captura d'informació visual permet la selecció d'aspectes específics que haurien de conservar-se en la memòria per ser processats més endavant. La major limitació de la memòria icònica és la ràpida decaiguda de la durada de la informació que emmagatzema; les entrades en la memòria icònica decauen passats uns 0,5-1,0 segons.

### La memòria auditiva
La memòria auditiva (o ecoica, segons terminologia d'Ulric Neisser) és la informació procedent del sistema auditiu que queda enregistrada a la memòria. Igual com la memòria icònica, només reté aspectes superficials del so (per exemple, el to, el tempo o el ritme) però té una capacitat gairebé il·limitada. Generalment es considera que la memòria auditiva té una durada d'entre 1,5 i 5 segons depenent del context però s'ha vist que també pot durar fins a 20 segons en absència d'altres estímuls que competeixin aportant informació al mateix temps.

## La memòria a curt termini
Mentre que la major part de la informació de la memòria sensorial es desestima i acaba en l'oblit, hi ha una part que capta l'atenció del subjecte i passa a la memòria a curt termini, també anomenada memòria de treball. Cal notar que encara memòria a curt termini i memòria de treball sovint es fan servir de forma indistinta, originalment no volien dir el mateix i no s'haurien d'emprar sempre com a sinònimes.
Durada
Com passa amb la memòria sensorial, la informació que entra en la memòria a curt termini, en passar un temps decau deixa d'estar enregistrada i es perd, però la seva durada és una mica més llarga que en la memòria sensorial, aproximadament entre 18 i 20 segons quan la informació ja no cal per l'activitat en curs, però és possible que això depengui de la modalitat i llavors pot arribar fins a 30 segons. Afortunadament, la informació es pot mantenir en l'emmagatzematge a llarg termini durant molt més temps del que Atkinson i Shiffrin anomenaven una activitat pràctica o d'interpretació. La informació auditiva es pot posar literalment en pràctica interpretant el que acabem de sentir (unes notes, per exemple): amb la repetició continuada dels ítems. Això no obstant, l'expressió memòria a curt termini també es pot aplicar a qualsevol informació que s'està retenint, com quan una imatge és retinguda intencionalment a la ment. Una altra característica de la memòria a curt termini és que la informació no cal que sigui del mateix tipus com passa amb els inputs sensorials. Per exemple un text escrit és una informació que arriba de forma visual pot ser emmagatzemat com a informació auditiva i a la inversa una informació auditiva pot ser emmagatzemada com a informació visual. Segons aquest model, la pràctica o interpretació de la informació permet que sigui emmagatzemada amb més permanència, a la memòria de llarg termini. Atkinson i Shiffrin van tractar llargament el tema de la durada de l'emmagatzematge de la informació visual i auditiva però no van dedicar gaire atenció a la interpretació i emmagatzematge d'altres tipus d'informació, a causa de les dificultats experimentals d'estudi d'aquestes modalitats.
Capacitat
Hi ha un límit respecte a la quantitat d'informació que es pot mantenir en la memòria a curt termini: 7 ± 2 chunks. El chunk, és la unitat mínima d'informació que pot ser retinguda a la memòria, un terme que va ser inventat per George Armitage Miller i que va empar per primera vegada en l'article The Magical Number Seven, Plus or Minus Two («Set, el nombre màgic, més o menys dos»). El títol feia referència a la mitjana de dades percebudes d'un cop que poden ser recordades per la majoria de persones: 9 els qui tenen millor memòria i 5 els qui en tenen menys, és a dir 7. Els chunks, tot i que els percebem com a unitats, es poden descompondre múltiples ítems, per exemple "1066" pot ser una sèrie formada per quatre dígits "1, 0, 6, 6" o agrupar-los semànticament en un sol ítem "1066", que podria representar l'any mil seixanta-sis. La conversió d'ítems en chunks permet que tires llargues d'informació puguin ser emmagatzemades en la memòria: 149283141066 correspon a dotze ítems individuals, molt més del que pot retenir la memòria a curt termini, però es pot agrupar semànticament en 4 chunks: "1492=arribada de Cristòfor Colom a Amèrica" + "8" + "314= 3,14→π + "1066= Batalla de Hastings". Com que la memòria a curt termini té una capacitat limitada, això també limita la quantitat d'informació a la qual podem parar atenció en un moment determinat.

## La memòria a llarg termini
Aquest tercer nivell d'emmagatzemament de dades és un tipus de memòria permanent o gairebé. La informació que està desada aquí pot ser copiada i transferida a la memòria a curt termini on podrà ser manipulada quan l'atenció ho requereixi.
Dades procedents de la memòria a curt termini
Les dades que arriben a la memòria a llarg termini procedeixen de la memòria a curt termini i són transferides d'una manera més o menys automàtica. Això succeeix, segons la hipòtesi d'Atkinson i Shiffrin, mentre la informació retinguda a la memòria a curt termini segueix sent objecte d'atenció. D'aquesta manera, diverses gradacions de l'atenció són responsables de les variacions en la durada de l'emmagatzematge de dades a la memòria. Per tant, com més temps una dada sigui retinguda a la memòria a curt termini, amb més força passarà cap a la memòria a llarg termini. Algunes variables estranyes en un estudi (les variables independents que poden causar canvis en les variables dependents i, per tant, donar lloc a resultats no desitjats) podrien ser: 
- Diferències entre els participants (habilitats personals d'un individu), que donarien diferències entre cada participant i el seu nivell en la capacitat de memòria.
- Les característiques d'allò que es demana que recordin (dependrà dels coneixements previs que els participants tinguin sobre l'experiment)
- Efecte de l'experimentador (que és la influència que l'investigador pugui inferir a través de les seves expectatives i amb la possibilitat de decantar la interpretació dels resultats per veure's acomplert el que n'esperava que passés)
- Instruccions i procediments no estandarditzats (l'efecte sobre els participants si reben diferents instruccions o si el procediment no és consistent, també afectarà en les variacions de les condicions).

Atkinson i Shiffrin van citar com a proves sobre l'existència d'aquest mecanisme de transferència, els estudis realitzats per Hebb (1961) i Melton (1963), els quals mostren que la repetició de rutines millora la memòria a llarg termini. També Hermann Ebbinghaus va fer experiments que demostraven que l'oblit augmenta en la informació que s'estudia menys vegades. Un altre fet que va cridar l'atenció dels proponents de la hipòtesi, va ser notar que hi ha processos de codificació més forts que la simple pràctica rutinària, concretament pel que fa a la informació nova amb relació a la informació que ja ha iniciat el seu camí cap a la memòria a llarg termini.
Capacitat i durada
En aquest model, com en la majoria de models proposats sobre el funcionament de la memòria, s'assumeix que la memòria a llarg termini gairebé no té límits tant en durada com en capacitat. Es dona sovint el cas que les estructures cerebrals comencen a deteriorar-se i a fallar abans que s'hagi assolit el límit d'aprenentatge. Però no cal donar per fet que qualsevol dada emmagatzemada a la memòria a llarg termini sigui accessible en qualsevol moment de la vida d'una persona. Més aviat, es nota que les connexions, pistes i associacions que fa servir la memòria es deterioren; el que passa és que la memòria roman intacta però inabastable, està disponible però no sempre accessible.

## La demostració

Els estudis de persones amb lesions a l'hipocamp (en roig) va demostrar l'existència de,com a mínim dos sistemes separats de memòria: un a llarg termini i un altre a llarg termini.

En l'època que es va publicar per primera vegada aquest model, hi havia una divisió entre els científics sobre si la memòria funcionava amb un sol procés responsable de l'emmagatzematge o si el procés era dual (la memòria a curt termini i la memòria a llarg termini). Atkinson i Shiffrin van citar estudis sobre lesions a l'hipocamp com a prova que demostrava l'existència de dos sistemes d'emmagatzematge. En aquests estudis es mostrava que els pacients amb lesions bilaterals a la regió de l'hipocamp gairebé no tenien habilitat per retenir dades a llarg termini mentre que la seva capacitat de memòria a curt termini romania intacta. Es pot deduir el mateix dels estudis realitzats sobre el cas d'un pacient anomenat Henry Molaison, el qual es va sotmetre a una extirpació de la part bilateral mitjana temporal, operació amb la qual va perdre la major part del seu hipocamp. A partir d'aquestes dades s'accepta que hi ha una clara separació entre la memòria a llarg termini i la memòria a curt termini.

## Crítica
La memòria sensorial com a sistema separat
Una de les primeres crítiques que va rebre aquest model va ser la inclusió dels registres sensorials com a part de la memòria. La hipòtesi d'Atkinson i Shiffrin descrivia els registres sensorials com a estructura i al mateix temps com a procés de control. A partir d'aquí es dedueix que, si els registres sensorials són de fet processos de control, no hi ha necessitat d'un sistema compost per tres parts. Revisions posteriors, en resposta a aquesta crítica, han inclòs els registres sensorials dins de la memòria a curt termini.
Divisió i natura de la memòria de treball
Baddeley i Hitch van fer una crítica a l'estructura de la memòria a curt termini, proposant subdividir-la en múltiples components. En el treball original d'Atkinson i Shiffrin no s'havia tractat el tema per l'escassetat d'estudis d'investigació al respecte i, com que segueixen sense haver prou estudis que aportin proves, el model proposat per Baddeley i Hitch sobre la memòria de treball s'hauria de considerar com un refinament del model original.
La pràctica com a únic mecanisme de transferència
Una altra crítica va ser per suggerir que la pràctica sigui el procés clau que inicia i facilita la transferència d'informació cap a la memòria a llarg termini. Hi ha poques proves que demostrin aquesta part de la hipòtesi, i la recuperació de dades de la memòria a llarg termini es podria explicar millor dins d'un marc que inclogui diversos nivells de processament. Segons aquest marc encaixa el fet que les dades que estan codificades a un nivell més profund i més semàntic són les que tenen un millor arrelament a la memòria a llarg termini. Segons Atkinson i Shiffrin, aquesta crítica no està fonamentada, els quals van establir clarament una diferencia entre pràctica i codificació, sent la codificació similar a un procés elaboratiu que, en nivells de processament, correspondria al nivell més profund. Des d'aquesta perspectiva, els novells de processament es podrien considerar més aviat com una extensió del model d' Atkinson i Shiffrin i no una refutació.
Divisió de la memòria a llarg termini
Un punt fluix detectat en el model és la descripció de la memòria a llarg termini: s'ha dit que és poc creïble que diferents tipus d'informació, com ara les habilitats motrius per anar en bicicleta, la memòria de vocabulari o la memòria de la vida personal de cadascú estiguin enregistrats de la mateixa forma. Endel Tulving ha fet notar la importància de la codificació específica dins la memòria a llarg termini. Hi ha diferències clares en la forma com la informació s'emmagatzema depenent de si és informació episòdica (memòria d'esdeveniments), procedimental (coneixements sobre com fer una activitat) o semàntica (coneixements en general). Un exemple ve de l'estudi del cas Henry Molaison: per a ell aprendre una simple tasca motriu (resseguir la silueta d'una estrella en un mirall), que implicava fer servir la memòria a llarg termini, no estava afectada per les lesions bilaterals a l'hipocamp mentre que altres habilitats a llarg termini com l'aprenentatge de vocabulari i la memòria d'esdeveniments estaven severament afectades.

## El model de memòria associativa
A causa de les moltes critiques, un dels autors del model, Robert Shiffrin va participar amb altres col·legues en la reformulació del model, aquesta vegada amb el nom de sistema de memòria associativa (SAM). Aquest model inclou la memòria sensorial dins la memòria a curt termini i,en lloc de basar el procediment d'emmagatzematge en la pràctica i l'assaig, el fonamenta en un complex sistema d'associacions (entre la informació recent i les nocions ja adquirides) i la lluita contra els elements de distracció contraris a l'emmagatzematge que són la contigüitat i la similitud.
També aquest model ha rebut crítiques perquè no acaba d'explicar satisfactòriament com es refresca la memòria a llarg termini ni la coexistència de dades contigües i similars, sense pertorbar-se entre elles, en la memòria de llarg abast.